# Силвер Плам (Колорадо)
Силвер Плам (енгл. Silver Plume) град је у америчкој савезној држави Колорадо.

## Демографија
По попису из 2010. године број становника је 170, што је 33 (-16,3%) становника мање него 2000. године.
| Група             | 2000.       | 2010.       |
| Белци             | 179 (88,2%) | 157 (92,4%) |
| Афроамериканци    | 0 (0,0%)    | 0 (0,0%)    |
| Азијати           | 0 (0,0%)    | 1 (0,6%)    |
| Хиспаноамериканци | 19 (9,4%)   | 5 (2,9%)    |
| Укупно            | 203         | 170         |